# Drosophila elliptica (artundergrupp)
Drosophila elliptica är en artundergrupp som innehåller fyra arter. Artundergruppen ingår i släktet Drosophila, undersläktet Sophophora och artgruppen Drosophila saltans.
Artundergruppen Drosophila elliptica är evolutionärt sett systergrupp till artgrupperna Drosophila parasaltans, Drosophila saltans och Drosophila sturtevanti, som alla är närmare släkt med varandra än med artundergruppen Drosophila elliptica.

## Lista över arter i artundergruppen
- Drosophila elliptica
- Drosophila emarginata
- Drosophila neoelliptica
- Drosophila neosaltans